# Université de la Vallée de l'Ohio
L'université de la Vallée de l'Ohio (en anglais : Ohio Valley University) est une université américaine située à Vienna, dans la Vallée de l'Ohio, en Virginie-Occidentale.

## Source
- (en) Cet article est partiellement ou en totalité issu de l’article de Wikipédia en anglais intitulé « Ohio Valley University » (voir la liste des auteurs).